# Café de Paris

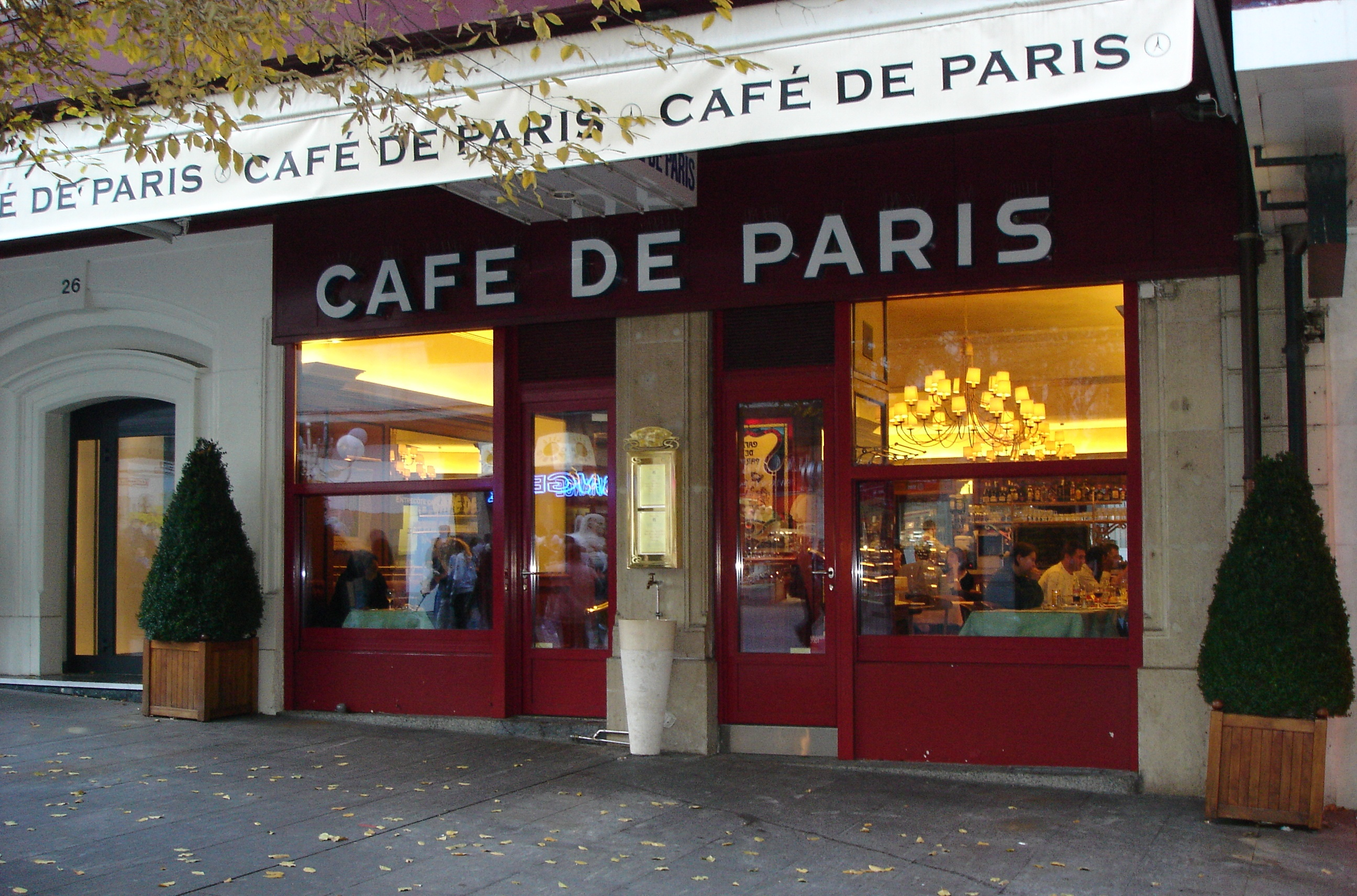
Café de Paris

Café de Paris är en restaurang i vid Rue Mont-Blanc i Genève i Schweiz som gett namn till såsen Café de Paris-sås.
Restaurangens enda serverade rätt är Entrecôte Café de Paris, det vill säga entrecôte, till vilken serveras ett kryddsmör smält till Café de Paris-sås, friterad potatis och sallad. Restaurangen och affärsidén utvecklades av restauratören Arthur-François Dumont omkring 1930.